# Az oroszlánkirály 2. – Simba büszkesége
Az oroszlánkirály 2. – Simba büszkesége (The Lion King II: Simba's Pride) 1998-ban bemutatott amerikai–ausztrál filmmusical, amely az Oroszlánkirály-trilógia második része. Rendezője Darrell Rooney, producere Jeannine Roussel. A forgatókönyvet Flip Kobler és Cindy Marcus írta, a zenéjét Nick Glennie-Smith és Tina Turner szerezte. A videofilm a Walt Disney Pictures és a DisneyToon Studios gyártásában készült, a Walt Disney Home Video forgalmazásában jelent meg.
Amerikában 1998. október 27-én, Magyarországon 1999. március 2-án adták ki VHS-en, majd 2004. június 15-én DVD-n is kiadták.
Az angol pride szónak több jelentése is van: büszkeség, önbecsülés és oroszlánfalka, ezért az eredeti angol cím Simba falkájaként is fordítható.

## Cselekmény
A történet ott folytatódik, ahol az eredeti Oroszlánkirály abbamaradt: Simba és Nala, a Büszke Birtok királyi párja összehívják a szavanna népét új gyermekük keresztelőjére a Trón Szirthez. Az öreg bölcs, Rafiki azonban bejelenti, hogy az újszülött gyermek nem fiú.
A Büszke Birtok határán túl élnek a Zord-földi oroszlánfalka tagjai. Ők Zordon egykori követői, akik megtagadták az engedelmességet Simbának, ezért ide száműzte őket. A falka vezére Zira, egy fanatikus oroszlánnő. Nem sokkal Simba visszatérése előtt Zordon Zira kisebbik fiát, Kovut nevezte meg utódjának. Két másik gyermeke, Nuka és Vitani hozzák meg a hírt, miszerint az újszülött Kiara leány, tehát nem jogosult a trón megöröklésére.
Kiara éppolyan kis csibész gyerek lett, mint az apja: a pesztrának mellé adott Timont és Pumbát lerázza magáról, és később megismerkedik egy arra kószáló zordföldi oroszlánkölyökkel, Kovuval. A találkozást azonban beárnyékolja, hogy megjelenik Simba és Zira, mindkettő óvva saját gyermekét a másiktól. Ezután Simba hazaviszi Kiarát, megdorgálja, de később megbocsát neki. Eközben Zordföldén Zira szintén megdorgálja Kovut, majd megdicséri,és elhatározza, hogy Kovut Simba ellen hangolja, amíg Kovu fel nem nő, és így visszaszerezhetik a trónt.  Simba pontosan tudja, mire tör Zira, aki Zordföldön tökéletesíti a tervét. Rájön, hogy Kovu új barátsága Kiarával akár még házassággá is válhat, vagyis mindkét falka elismerné uralkodónak. A megfelelő nap azonban csak évek múltán érkezik el, amikor is a felnőtt Kiara első magányos vadászútjára indul a szavannára.
Simba – be nem avatkozási ígéretét megszegve – Timont és Pumbát küldi testőrnek Kiara mellé. A megbántott lány egyenesen egy erdőtűzbe téved, amit Vitani és Nuka gyújtottak. A füsttől eszméletét veszti, de Kovu megmenti. Simba erkölcsileg rá van kényszerülve, hogy befogadja a zordföldi oroszlánifjat.
Kovu kezdetben Simba megölésére tör, de Kiara játékossága megingatja. Az emlékeitől gyötört Simba nem tud bízni Kovuban, de már az ifjú oroszlánfiú se saját magában: lassan rájön, hogy csak eszköz volt anyja kezében, aki gyűlöletre nevelte. A két fiatal között szerelem szövődik. Zira értesül fia átpártolásáról, és cselekszik. Mikor Simba Zordon bukásáról beszélget Kovuval, Zira a falkájával megjelenik és megtámadja Simbát. Kovu próbálja megvédeni Simbát, de őt az egyik gonosz falka tagja leüti. Simba megmenekül Zira seregétől, Zira  aláaknáztat Nukával egy földtorlaszt, ami feléjük tereli a folyó vizét. Nuka óvatlansága miatt meghal, de Simba túléli. Simba a Büszke Birtok többségével együtt azt hiszi, Kovu cinkos volt a merényletben, és nyilvános megaláztatás keretében száműzi.
Kiara viszont titokban megkeresi őt. Együtt elhatározzák, hogy véget vetnek a két falka konfliktusának. De elkéstek: Zazu, Simba tanácsadója hírét adja, hogy Zira mozgósította a falkát egy általános támadáshoz. Simba is sereget verbuvál, és egy árnyas fennsíkon, az esti viharban találkozik Zirával. A csata megkezdődik, de mielőtt veszteség érné a feleket, az odaérő Kiara és Kovu a két vezér közé ékeli magát. Nyíltan kimondják: ez a csata nem hoz valódi győzelmet, csak felőrli és kiirtja őket, és hogy ők egyek. Simba belátja, hogy Kiarának és Kovunak igaza van, és békét ajánl Zirának. Ő azonban elutasítja, és dühösen nekitámadt Simbának, de Kiara megmenti apját, nekiment Zirának, és lecsúsznak a fennsík egyik lejtőjén. Simba utánuk akar menni, de félúton látja, hogy az ömlő csapadék átszakított egy töltést a fennsík lábánál. Kiara próbálja megmenteni a gőgös Zirát, de az végül belefullad a folyóba. A zordföldiek – akik igazából csak Zira befolyása alatt álltak, és csak az ő utasításait követték – belátják, hogy a gyűlölködés nem vezet semmi jóra, és békét kötnek a Büszke Birtok népével. Simba is belátja, hogy tévedett Kovuval kapcsolatban, és befogadja őt a családba.
Másnap reggel a két falka összegyűlik a Büszke Birtok Tróni Szirtjén, hogy megünnepeljék egyesülésüket. Kovu és Kiara boldogságának immár semmi akadálya. Simba is képes volt továbblépni múltján. Mikor hallja szellem-apjának, Mufasának a dicséretét, már biztos benne, hogy a két nép közös virágkor előtt áll.

## Szereplők
| Szereplők        | Eredeti hang                         | Magyar hang                           | Leírás |
| ---------------- | ------------------------------------ | ------------------------------------- | --- |
| Simba            | Matthew Broderick Cam Clarke (ének)  | Stohl András                          | A Büszke Birtok uralkodója, Nala férje, Kiara apja, Mufasa király és Sarabi királynő fia.                                                                             |
| Kiara (kölyök)   | Michelle Horn Charity Sanoy (ének)   | Bogdányi Titanilla                    | Simba király és Nala királynő lánya, Kovu szerelme, Mufasa unokája.                                                                                                   |
| Kiara (felnőtt)  | Neve Campbell Liz Callaway (ének)    | Csondor Kata Auth Csilla (ének)       | Simba király és Nala királynő lánya, Kovu szerelme, Mufasa unokája.                                                                                                   |
| Kovu (kölyök)    | Ryan O'Donohue                       | Borbíró András                        | Zira fia, Zordon fogadott fia, Vitani és Nuka féltestvére, Kiara szerelme.                                                                                            |
| Kovu (felnőtt)   | Jason Marsden Gene Miller (ének)     | Welker Gábor Miller Zoltán (ének)     | Zira fia, Zordon fogadott fia, Vitani és Nuka féltestvére, Kiara szerelme.                                                                                            |
| Zira             | Suzanne Pleshette                    | Kútvölgyi Erzsébet                    | A Zord-föld uralkodónője, aki le akarja igázni Simba Büszke Birtokát, Kovu, Nuka és Vitani anyja.                                                                     |
| Nuka             | Andy Dick                            | Bicskey Lukács Kálid Artúr (ének)     | Zira idősebbik fia, Kovu és Vitani testvére. |
| Vitani (kölyök)  | Lacey Chabert Crysta Macalush (ének) | Szalay Gyöngyvér Csuha Bori (ének)    | Zira lánya, Kovu és Nuka testvére. |
| Vitani (felnőtt) | Jennifer Lien                        | Timkó Eszter                          | Zira lánya, Kovu és Nuka testvére. |
| Nala             | Moira Kelly                          | Bertalan Ágnes                        | A Büszke Birtok uralkodónője, Simba felesége, Kiara anyja. |
| Timon            | Nathan Lane                          | Vincze Gábor Péter                    | A komikus szurikáta-varacskos disznó duó, akik a "Hakuna Matata" törvényei szerint élnek, de megváltoztatta az új mottót "Juh-ej!".                                   |
| Pumbaa           | Ernie Sabella                        | Melis Gábor                           | A komikus szurikáta-varacskos disznó duó, akik a "Hakuna Matata" törvényei szerint élnek, de megváltoztatta az új mottót "Juh-ej!".                                   |
| Rafiki           | Robert Guillaume                     | Barbinek Péter Zareczky Miklós (ének) | A bölcs mandrill sámán, aki az oroszlánok újszülött kölykeit mutatja be az állatok seregének, mint az első filmben.                                                   |
| Zazu             | Edward Hibbert                       | Verebély Iván                         | Egy hűséges szarvcsőrű madár, aki a királyi családot főudvarmesterként szolgálja.                                                                                     |
| Mufasa           | James Earl Jones                     | Sinkovits Imre                        | A Büszke Birtok egykori királya, Simba apja, Kiara nagyapja, Zordon testvére. Az elején a fellegekben, majd Simba rémálmában, és a végén hang formájában jelenik meg. |
| Zordon           | Jim Cummings                         | Kristóf Tibor                         | Simba néhai nagybátyja, Mufasa testvére, Kovu mostohaapja. Simba rémálmában, majd Kovunál a vízben kép formájában jelenik meg.                                        |

## Betétdalok
| Magyar               | Magyar | Angol                | Angol |
| Dal                  | Előadó | Dal                  | Előadó |
| -------------------- | --- | -------------------- | --- |
| Ő benned él          | Bereczki Zoltán Bergendy-együttes | He Lives In You      | Lebo M. |
| Egyek vagyunk        | Stohl András Bogdányi Titanilla Bergendy-együttes | We Are One           | Cam Clarke Charity Sanoy Ladysmith Black Mambazo |
| Száll egy sötét dal  | Kútvölgyi Erzsébet Kálid Artúr Csuha Bori | My Lullaby           | Suzanne Pleshette Andy Dick Crysta Macalush |
| Upendi               | Zareczky Miklós Auth Csilla Miller Zoltán Bergendy-együttes | Upendi               | Robert Guillaume Liz Callaway Gene Miller Ladysmith Black Mambazo |
| Csaló                | Arany Tamás Bereczki Zoltán Csordás Ilona Micheller Myrtill Náray Erika Oroszlán Szonja Rácz István Szolnoki Péter Szomor György Tunyogi Bernadett Bergendy-együttes | One Of Us            | Carmen Carter Kevin Dorsey Joey Diggs Carl Graves Ellis Hall Gene Miller Rick Nelson Bobbi Page Louis Price Andrea Robinson Rose Stone Carmen Twillie Oren Waters Julia Waters Maxine Waters Willard Terry Young |
| A szív úgyis rátalál | Auth Csilla Miller Zoltán | Love Will Find A Way | Liz Callaway Gene Miller |

## Televíziós megjelenések
- Disney Channel, Disney Junior, HBO, HBO 2, HBO 3
- Paramount Channel, RTL Klub